# 阿什卡達爾電台
阿什卡達爾電台（俄语：Радио «Ашкадар»）是俄羅斯聯邦巴什科爾托斯坦共和國一條於2010年開播的電台頻道，其總部設在該國首府烏法。這條頻道只會使用巴什基爾語廣播，而其頻道總監則是米莉婭烏莎·加列葉娃（Миляуша Галеева）。